# キャンペーン (TRPG)
キャンペーンプレイは、テーブルトークRPGにおいて、複数回のプレイ（セッション）になんらかの関連を持たせて継続的に行なうことを指す。

## 概要
キャンペーンプレイは、同じキャラクターを連続してプレイする遊び方のことを指す
。
キャンペーンプレイの途中で何人かのPCが死亡しても、キャンペーンプレイを終了させず新たなPCを投入して続行させるといった手法などもある。
ほとんどのテーブルトークRPGには、経験を経たPCが「成長」して強くなるというルールが存在する。このようなルールは同じPCを継続してプレイすることを意識したものであり、テーブルトークRPGにはキャンペーンプレイを前提として作られているものが存在する。キャンペーンを手軽に行うために、連続した内容を持つ複数のシナリオで構成された「キャンペーンシナリオ集」も発売・配布されている。
さらに、舞台を継続したキャンペーンプレイを遊ぶための資料として、ゲームの舞台となる架空世界の地理や文化を解説した書籍が発売されているゲームも存在する。これらは「ワールドガイド」などと呼ばれたり、欧米のテーブルトークRPGでは「キャンペーンセッティング」と称されることもあり、キャンペーンプレイでの使用を強く意識された商品であることがある。
キャンペーンプレイは始めから継続性を意識して行うこともできる。例えば、気の会う友人同士のプレイで、同じメンバーで同じゲームを何回もプレイするとき、前のシナリオと同じキャラクターを使って、キャンペーンプレイの萌芽にすることができる。

## モノプレイ
キャンペーンプレイとは逆に、物語が継続しないことをあえて意識するプレイスタイルは、「モノプレイ」「ワンオフプレイ」などと呼ばれる
。
英語ではこれは One-shot Adventure などと呼ばれている。
モノプレイでは、一回のセッションだけでそのシナリオの物語などが謎を残さずに全て語られることが推奨される。
ダンジョン探索などが行われるならば一回のセッションで踏破できるような広さでないとならない。
コンベンションなど、一期一会なメンバー相手にするセッションではモノプレイは重要な考え方とされる。
特にFEAR社の製品では、キャンペーンプレイとモノプレイで遊び方を明確に変えてプレイすることが推奨されている。
モノプレイでは、PCはそのシナリオのためだけに製作され、そのシナリオが終了すれば二度と使われないこともある。
そんな中で経験値に意味をもたせるために、日本のゲームでは「プレイヤー経験点」というものが採用されているものもある
。
「プレイヤー経験点」とは、経験点がキャラクターでなく、そのキャラクターを担当したプレイヤーに与えられるというものである。
これのルールにより、プレイヤーは、あるモノプレイでキャラクターの冒険によって得たプレイヤー経験点を、他のキャンペーンプレイで自分が所持する他のキャラクターの成長に使うことができる。